# Akadané
Akadané (auch: Akadanay, Akadaney, Akadany, Akaddaney) ist ein Dorf in der Landgemeinde Bermo in Niger.

## Geographie
Das von einem traditionellen Ortsvorsteher (chef traditionnel) geleitete Dorf befindet sich rund 34 Kilometer nordöstlich des Hauptorts Bermo der gleichnamigen Landgemeinde und des gleichnamigen Departements Bermo, das zur Region Maradi gehört. Zu den Siedlungen in der näheren Umgebung von Akadané zählt Tiguitout im Osten.
Das Dorf liegt am westlichen Ufer des Sees Mare d’Akadané, dessen Fläche zwischen 80 und 148 Hektar schwankt.

## Geschichte
Der Ortsname Akadané soll sich von belelle be kaddaki herleiten, was „Bach der Nicht-Bekleideten“ bedeutet. Damit wird ein Bezug zu nur mit Strings bekleideten Jägern hergestellt, die hier ihre Fallen aufstellten, als die Gegend noch eine reiche Fauna aufwies, die Giraffen, Hyänen, Löwen und Rehe umfasste.
Angehörige der Wodaabe-Untergruppe Kabaw ließen sich in den Dürrejahren 1982, 1983 und 1984 im Dorf nieder. Sie kamen aus der nahegelegenen Siedlung Amalouss, wobei sie mit Zwischenstationen in Madaoua und Sokoto ursprünglich aus Kebbi stammten, wovon sich ihr Name Kabaw ableitet. Mit der Ankunft der Kabaw in Akadané wurde auch eine Nomadenschule von Amalouss nach Akadané verlegt und die Siedlung zog in weiterer Folge zusätzliche Bewohner an.

## Bevölkerung
Bei der Volkszählung 2012 hatte Akadané 692 Einwohner, die in 85 Haushalten lebten. Bei der Volkszählung 2001 betrug die Einwohnerzahl 520 in 80 Haushalten und bei der Volkszählung 1988 belief sich die Einwohnerzahl auf 415 in 69 Haushalten.
In ethnischer Hinsicht leben Angehörige der Wodaabe-Untergruppe Kabaw sowie Tuareg und Hausa im Dorf.

## Kultur
Jedes Jahr gegen Ende der Regenzeit findet in Akadané das Festival Worso statt. Dabei werden die Mütter von Kindern, die zwei Jahre alt geworden sind, wieder vollumfänglich in die Gemeinschaft aufgenommen, nachdem sie bis dahin nur eingeschränkt Sozialkontakte außerdem ihres Heims pflegen durften.

## Wirtschaft und Infrastruktur
Im Dorf gibt es einen Wochenmarkt. Der Markttag ist Mittwoch. Hier werden unter anderem Getreide, Tee, Zucker, Kleidung und Haushaltswaren gehandelt. Das Dorf liegt an einer Transhumanz-Route, die von Akadané im Süden über Mazababou, Amataltal und Tiguirwit nach Assawas im Norden verläuft. Die Häuser in Akadané sind fast ausschließlich aus Lehm gebaut. Mit einem Centre de Santé Intégré (CSI) ist ein Gesundheitszentrum im Ort vorhanden.